# Białowody
Białowody (prononciation : [bjawɔˈvɔdɨ]) est un village polonais de la gmina de Uchanie dans le powiat de Hrubieszów de la voïvodie de Lublin dans l'est de la Pologne.
Il se situe à environ 5 kilomètres au sud-ouest de Uchanie (siège de la gmina), 21 kilomètres à l'ouest de Hrubieszów (siège du powiat) et 84 kilomètres au sud-est de Lublin (capitale de la voïvodie).

## Histoire
De 1975 à 1998, le village est attaché administrativement à la voïvodie de Zamość.

Depuis 1999, il fait partie de la voïvodie de Lublin.